# Davide Mele
Davide Mele (Napoli, 2 novembre 1880 – Roma, 3 ottobre 1947) è stato un imprenditore, dirigente d'azienda e politico italiano.

## Biografia
Fratello minore di Emiddio e Alfonso Mele ha sostituito il secondo, dopo la sua scomparsa nel 1918, nella gestione dei Grandi Magazzini Italiani E. & A. Mele & C. di Napoli. Morto anche Emiddio, nel 1928, l'azienda rimane nelle sue mani ma va incontro ad un lento ed inesorabile declino finanziario a causa di scelte imprenditoriali sbagliate. È stato membro del Consiglio d'amministrazione della Società italiana editrice dei giornali L'Ora di Palermo e Il mondo di Roma, della Società Birra Cervisia e della Saiwa, vicepresidente della Banca d'America e d'Italia e della Società Immobiliare Meridionale, Presidente della Società Italiana Stabili.
La sua prima nomina al senato risale al 1924, anno cruciale di scontro in cui i senatori di precedente nomina fanno resistenza alle nuove nomine. Approvata all'unanimità dalla commissione di verifica dei titoli la proposta viene respinta dall'aula con 149 voti contrari contro 111 favorevoli. Proposto ed entrato in carica nel 1939, viene dichiarato decaduto dall'Alta Corte di Giustizia per le Sanzioni contro il Fascismo con sentenza del 22 marzo 1945, confermata dalla Cassazione il 9 giugno 1947.